# طبیعت بشر (ترانه مدونا)
«طبیعت بشر» (به انگلیسی: Human Nature) تک‌آهنگی از هنرمند اهل ایالات متحده آمریکا مدونا است که در سال ۱۹۹۵ میلادی منتشر شد.